# Rayvanny
Raymond Shaban Mwakyusa (né le 22 août 1993), plus connu sous son nom de scène Rayvanny, est un chanteur tanzanien, auteur-compositeur et artiste d'enregistrement signé sous le label WCB Wasafi Records sous la direction de Diamond Platnumz. Rayvanny est surtout connu par sa chanson Kwetu, qui lui a fait découvrir le monde. Rayvanny a été mentionné par MTV Base parmi les « artistes à surveiller » en 2017

## Carrière
En 2011, lorsque Rayvanny était encore au lycée, il a réalisé sa passion pour la musique. Il a remporté une compétition de rap freestyle. En 2012, il a rejoint un groupe de musique appelé Tip Top Connexion, où il a acquis plus d'expérience dans sa carrière musicale et s'est connecté avec de nombreux artistes.
En 2015, il a décidé de rejoindre officiellement l'un des plus grands labels de disques, WCB Wasafi Records qui est géré et sous la direction de Diamond Platnumz. Il a sorti sa première chanson, « Kwetu »', en 2016. C'est devenu un succès en Afrique de l'Est.
En 2016, Rayvanny a été nommé pour un MTV Africa Music Award dans la catégorie Breakthrough Act 2016. En 2017, il a également été nommé pour plusieurs prix musicaux, tels qu'AEUSA pour le meilleur nouveau talent, Uganda Entertainment Award pour le meilleur numéro par un artiste africain et BET Award pour l'International Viewer's Choice.

## Discographie
| Titre de la chanson | An   | Réf,. |
| ------------------- | ---- | ----- |
| Kwetu               | 2016 |       |
| Natafuta Kiki       | 2016 |       |
| Sugu                | 2017 |       |
| Mbeleko             | 2017 |       |
| Shikwambi           | 2017 |       |
| Zezeta              | 2017 |       |
| Chuma Ulete         | 2017 |       |
| Unaibiwa            | 2017 |       |
| Chuchuma            | 2019 |       |
| : Tetema            | 2019 |       |
| Chuchuma            | 2019 |       |
| Gimi Dat            | 2019 |       |

Chansons de collaboration
| Titre de la chanson | An   | Artiste principal                                                                                             | Réf.  |
| ------------------- | ---- | --- | ----- |
| Salomé              | 2016 | Diamond Platnumz                                                                                              | [ 8 ] |
| Kijuso              | 2017 | Queen Darling                                                                                                 | ,     |
| Zilipendwa          | 2017 | Artistes Wasafi WCB (Rayvanny, Rich Mavoko, Diamond Platnumz, Maromboso, Harmonize, Lava Lava, Queen Darling) | ,     |
| Pepeta              | 2019 | Nora Fatehi                                                                                                   |       |
| Señorita            | 2021 | Maître Gims                                                                                                   |       |
| “Sensema”           | 2024 | Harmonize |       |

## Récompenses et nominations

### MTV Africa Music Awards 2016
| Année | Nommé/œuvre | Prix             | Résultat   |
| ----- | ----------- | ---------------- | ---------- |
| 2016  | Rayvanny    | Breakthrough Act | Nomination |

### BET Awards 2017
| Année | Nommé/œuvre | Prix                                | Résultat |
| ----- | ----------- | ----------------------------------- | -------- |
| 2017  | Rayvanny    | International Viewers' Choice Award | Lauréat  |

### African Muzik Magazine Awards 2017
| Année | Nommé/œuvre | Prix          | Résultat   |
| ----- | ----------- | ------------- | ---------- |
| 2017  | Rayvanny    | Best Newcomer | Nomination |